# 迪克爾斯巴赫河
51°24′27″N 6°45′3″E / 51.40750°N 6.75083°E

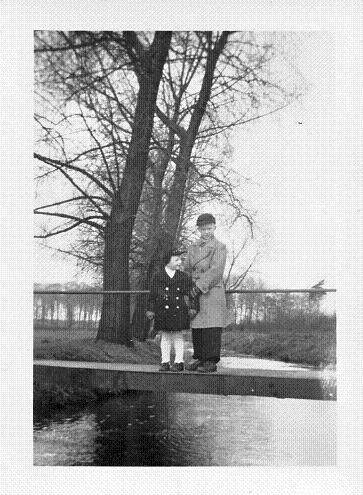

迪克爾斯巴赫河（德語：Dickelsbach），是德國的河流，位於該國西部，流經北萊茵-威斯特法倫州，屬於萊茵河的右支流，河道全長21.9公里，流域面積77.1平方公里。